# Peter J. Bräunlein
Peter J. Bräunlein (* 9. Januar 1956 in Nürnberg) ist ein deutscher Religionswissenschaftler und Ethnologe.

## Leben
Er studierte Ur- und Frühgeschichte, Religions- und Geistesgeschichte, Kunstgeschichte in Erlangen, Ethnologie, Religionsgeschichte und Volkskunde in Freiburg im Breisgau. Nach der Promotion 1992 in Ethnologie an der Albert-Ludwigs-Universität Freiburg und der Habilitation 2003 in Religionswissenschaft an der Universität Bremen ist er seit 2011 außerplanmäßiger Professor für Religionswissenschaft in Bremen.
Seine Forschungsschwerpunkte sind Religionswissenschaft und Ethnologie im Material turn, Religionspluralismus Südostasiens, Geister in der Moderne, Theorie und Methode der Religionswissenschaft, Christentum in Europa und Südostasien und Museum, Film, Ethnologie und Religionswissenschaft im Dialog mit Bild- und Medienwissenschaften.

## Schriften (in Auswahl)
- Martin Behaim. Legende und Wirklichkeit eines berühmten Nürnbergers. Bamberg 1992, ISBN 3-87052-855-9.
- Leben in Malula. Ein Beitrag zur Ethnographie der Alangan-Mangyan auf Mindoro (Philippinen). Pfaffenweiler 1993, ISBN 3-89085-791-4.
- Passion. Rituale des Schmerzes im europäischen und philippinischen Christentum. Paderborn 2010, ISBN 978-3-7705-4944-3.
- Zur Aktualität von Victor W. Turner. Einleitung in sein Werk. Wiesbaden 2012, ISBN 3-531-16907-6.